# Anthony Pelle
Anthony Pelle, (nacido el 01 de diciembre de 1972 en Nueva York, Nueva York) es un exjugador de baloncesto estadounidense. Con 2.13 de estatura, su puesto natural en la cancha era el de pívot. 

## Trayectoria
- High School. Adlai E. Stevenson (Bronx, New York).
- Universidad de Villanova (1990-93)
- Universidad de Fresno State (1994-95)
- AEK Atenas (1995-1996)
- Club Bàsquet Girona (1996-1997)
- Aurora Jesi (1997-1998)
- Fabriano Basket (1998)
- Papagou (1998-1999)
- Fort Wayne Fury (1999-2000)
- AEL Limassol (2000-2001)
- Indiana Legends (2001)
- Kansas City Knights (2001)
- Dodge City Legend (2002)
- Roanoke Dazzle (2002)
- Pennsylvania ValleyDawgs (2002)
- Keravnos (2003)
- Madeira (2003-2004)
- AEL Limassol (2004)
- Portland Reign (2004-2005)